# Tableau économique de La Réunion
Le Tableau économique de La Réunion, ou TER, est une publication statistique régionale annuelle de l'Institut national de la statistique et des études économiques publiée par l'antenne locale de l'Institut sur l'île de La Réunion.
Ce recueil compile de nombreuses données statistiques constamment réactualisés relatives à ce département d'outre-mer français dans l'océan Indien.
Elles concernent principalement la démographie de La Réunion et l'économie de La Réunion tout en s'intéressant aussi à divers thèmes connexes, tels que l'environnement ou l'agriculture, qui font l'objet de chapitres ou de pages spécifiques. 
Toutes les pages sont également publiées en ligne sur le site de l'INSEE et accessibles gratuitement.
- Le Tableau économique de La Réunion en ligne